# Jiří Balaštík
Jiří Balaštík, né le 31 mai 1951, est un ancien joueur tchécoslovaque de basket-ball.